# A Fierce Green Fire
A Fierce Green Fire es un documental de 2012, dirigido y escrito por Mark Kitchell, que también es parte de la producción junto a Tamara Melnik y demás integrantes, los protagonistas son Meryl Streep, Robert Redford y Ashley Judd, entre otros. El filme fue realizado por ZAP Zoetrope Aubry Productions, se estrenó el 23 de enero de 2012.

## Sinopsis
Un reconocimiento minucioso del movimiento ambiental: activismo a nivel global que comprende cincuenta años de preservación frente a la transformación del clima.